# Benno Zierer (Politiker, 1956)
Benno Zierer (* 10. Juli 1956 in Freising) ist ein deutscher Politiker und Landwirt. Er vertritt seit Oktober 2013 die Freien Wähler im Bayerischen Landtag.

## Leben
Zierer lebt in Kleinbachern, einem Ortsteil von Freising, und übernahm dort 1978 den Bauernhof seiner Eltern. 1990 gab er dort die Viehhaltung auf. Äcker und Wiesen wurden verpachtet; den Waldbesitz bewirtschaftet Zierer selbst. Er ist verheiratet und hat fünf Kinder.
Seit 1990 sitzt er für die Freien Wähler im Stadtrat von Freising, von 2008 bis 2014 war er 3. Bürgermeister. Seit 1996 ist er auch Kreisrat im Kreistag von Freising. 2012 trat er für die Freien Wähler als Kandidat für die Wahl zum Oberbürgermeister von Freising an und erhielt 14,4 % der Stimmen. Bei der bayerischen Landtagswahl im September 2013 bewarb er sich im Stimmkreis Freising um ein Landtagsmandat und erhielt mit 13,3 % das drittbeste Erststimmenergebnis nach Florian Herrmann (CSU) und Christian Magerl (Grüne). Zusammen mit den Zweitstimmen reichte das trotz einer schlechten Platzierung auf der Liste für den Einzug in den Landtag. In der Wahlperiode 2013 bis 2018 arbeitete er im Ausschuss für Umwelt und Verbraucherschutz sowie im Ausschuss für Eingaben und Beschwerden.
Bei der bayerischen Landtagswahl am 14. Oktober 2018 erreichte Zierer im Stimmkreis Freising einen Stimmenanteil von 21 Prozent. Insgesamt erhielt er 31.180 Stimmen, die drittmeisten Stimmen seiner Partei in Oberbayern. Mit diesem Ergebnis zog Zierer von Listenplatz vier aus erneut in den Landtag ein. In der 18. Wahlperiode gehörte er dem Ausschuss für Umwelt und Verbraucherschutz an und vertrat als umweltpolitischer Sprecher die Positionen seiner Fraktion.
Bei der Landtagswahl am 8. Oktober 2023 erreichte Zierer im Stimmkreis Freising einen Stimmenanteil von 22 Prozent. Insgesamt erhielt er 36.482 Stimmen, die viertmeisten Stimmen seiner Partei in Oberbayern, und zog damit erneut in den Landtag ein. Dort arbeitet er erneut im Ausschuss für Umwelt- und Verbraucherschutz und ist klimapolitischer Sprecher der FW-Landtagsfraktion.
Laut eigener Aussage will Zierer sich besonders um die Verhinderung einer dritten Startbahn des Münchner Flughafens sowie um die Stärkung landwirtschaftlicher Familienbetriebe kümmern.
Zierer ist verheiratet, Vater von fünf Kindern und römisch-katholischer Konfession.